# Giuliano Montaldo
Giuliano Montaldo (ur. 22 lutego 1930 w Genui, zm. 6 września 2023 w Rzymie) – włoski reżyser, scenarzysta i aktor filmowy.

## Życiorys
Jeszcze jako młody student Giuliano Montaldo został zauważony przez reżysera Carlo Lizzaniego, który zaangażował go do roli w dramacie Achtung, Banditen! (1951). W ślad za tym doświadczeniem, Giuliano Montaldo rozpoczął pracę w charakterze asystenta reżysera u Carlo Lizzaniego i Gillo Pontecorvo, a także wystąpił w Opuszczonych (1955).
Zadebiutował jako samodzielny reżyser filmem Tiro al piccione (1961), opowiadającym o partyzanckim ruchu oporu. Obraz miał swoją premierę podczas 22. Międzynarodowego Festiwalu Filmowego w Wenecji. W 1965 Giuliano Montaldo nakręcił film Lekkomyślność, poświęcony boomowi gospodarczemu Włoch i zaprezentowany w konkursie głównym podczas 15. Międzynarodowego Festiwalu Filmowego w Berlinie. Następnie wyreżyserował produkcję Ad ogni costo (1967), w której wystąpiła plejada międzynarodowych gwiazd, m.in. Edward G. Robinson, Klaus Kinski i Janet Leigh.
Karierę reżyserską kontynuował trylogią Szwadrony śmierci (1970), Sacco i Vanzetti (1971) oraz Giordano Bruno (1973). Filmy te opowiadały o nadużyciach władzy wojskowej, sądowniczej i religijnej. Nakręcił też Czas zabijania (1989) z Nicolasem Cage’em w roli głównej. W 1982 wyreżyserował miniserial telewizyjny Marco Polo, który zdobył nagrodę Emmy dla najlepszego miniserialu.
W 1971 był członkiem jury podczas 7. Międzynarodowego Festiwalu Filmowego w Moskwie. W 2018 roku otrzymał nagrodę David di Donatello w kategorii najlepszy aktor drugoplanowy za rolę w filmie Wszystko, czego pragniesz.
Giuliano Montaldo zmarł 6 września 2023 roku w Rzymie po długiej chorobie w wieku 93 lat.

## Odznaczenia
- Kawaler Krzyża Wielkiego Orderu Zasługi Republiki Włoskiej – 2002[6]